# Deluge (software)
Deluge is een multiplatform-BitTorrent-client geschreven in Python en GTK+. Het programma is vrije software en gebruikt de libtorrent-rasterbar C++-bibliotheek als backend voor de torrentnetwerkfunctionaliteit door middel van eigen Python-bindings van het project.
Naast de volledige versie wordt er een portable versie aangeboden die geen installatie vereist.

## Kenmerken

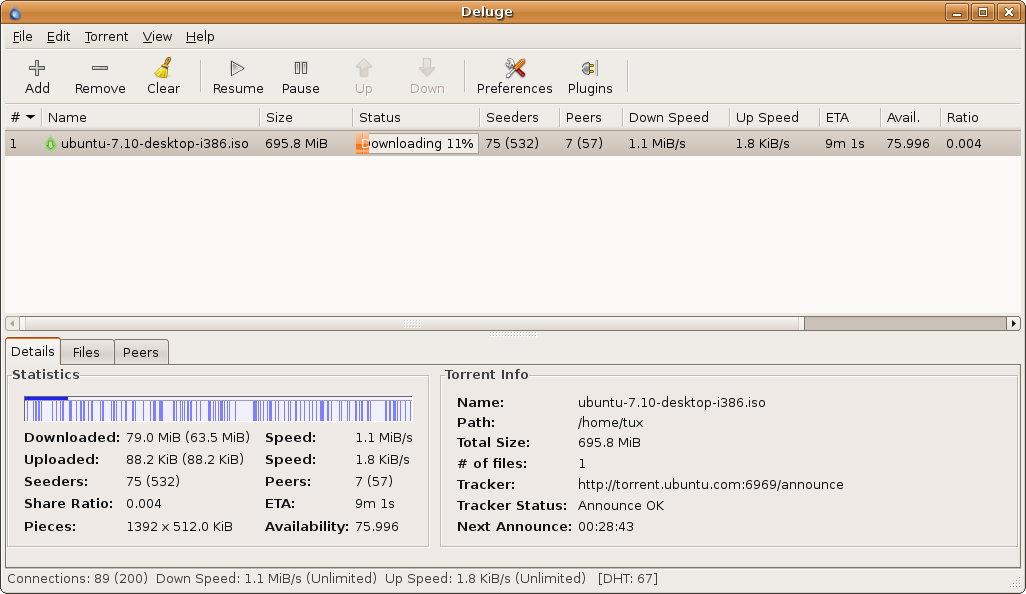
Oudere versie van Deluge

Deluge streeft naar een lichtgewicht, veilige, en functierijke client. Om dit te bereiken zijn de meeste van de functies onderdeel van plug-in modules die werden geschreven door verschillende ontwikkelaars.
Vanaf versie 1.0 scheidde Deluge zijn kern van zijn interface, draait het in plaats daarvan in een daemon (server/service), zodat gebruikers de applicatie op afstand beheren via het web. Het is een van de eerste BitTorrent clients die magneetlinks ondersteunt. Deze functie werd met versie 1.1.0 uitgebracht in januari 2009.
libtorrent-rasterbar was een van de eerste BitTorrent-software-applicaties om peer-to-peer bestandsdeling te ondersteunen.

## Geschiedenis
Deluge is gestart door twee leden van ubuntuforums.org, Zach Tibbitts en Alon Zakai, die eerder het project gehost en onderhouden hebben op Google Code, maar nu verhuisd zijn naar een eigen website.
In zijn eerste stadia was Deluge oorspronkelijk getiteld als gTorrent om weer te geven dat het was ontworpen voor de GNOME-desktopomgeving. Toen de eerste versie werd uitgebracht op 25 september 2006, werd het omgedoopt tot Deluge wegens een bestaand project genaamd gtorrent op SourceForge, naast het feit dat het eindelijk werd gecodeerd om te werken niet alleen op GNOME, maar op elk platform dat GTK+ kan ondersteunen.
De 0.5.x versie betekende een volledige herschrijving van de 0.4.x-code tak. De 0.5.x tak voegde ondersteuning toe voor encryptie, peer-to-peer bestandsdeling, binaire prefix en UPnP.
Toen het ogenblik naderde van de 0.5.1 release verlieten de twee oorspronkelijke ontwikkelaars effectief het project, waardoor Marcos "markybob" Pinto en Andrew "andar" Resch de ontwikkeling van Deluge voortzetten.
Met versie 0.5.4.1 werd ondersteuning voor zowel Mac OS X (via MacPorts) en Windows geïntroduceerd.
Rond deze tijd werd Deluge opmerkelijk voor zijn weerstand tegen Comcast's bandbreedtethrottling zonder een verandering in de code, terwijl klanten zoals Vuze (Azureus) en µTorrent de methode geïmplementeerd door Deluge moesten lenen.
Vanaf versie 1.1.1 tot en met versie 1.1.3 waren Windows installers tijdelijk niet beschikbaar omdat de Windows packager het project verliet.
Na 1.1.3 werden pakketten voor alle besturingssystemen niet meer voorzien door de ontwikkelaars; in plaats daarvan worden source tars en pakketten verstrekt door de community vrijgegeven.